# سطح پلیمری
مواد پلیمری به دلیل ویژگی‌های متنوع، مقرون به صرفه بودن و تولیدات بسیار، کاربرد گسترده‌ای دارند. علم سنتز و ترکیب پلیمر امکان کنترل عالی خواص نمونه پلیمری را فراهم می‌کند. با این حال، فعل و انفعالات سطحی بسترهای پلیمری یک زمینه ضروری برای مطالعه در علومی نظیر بیوتکنولوژی، فناوری نانو و همچنین موارد مرتبط با کاربردهای پوششی می‌باشد. در این موارد، مشخصات سطح پلیمری و مواد و نیز نیروهای حاصل از آنها تا حد زیادی کاربرد و اعتبار آن را تعیین می‌کند. به عنوان مثال، در کاربردهای زیست پزشکی(Bio Medical)، پاسخ بدن به مواد خارجی و در نتیجه سازگاری با آن‌ها، تحت تأثیر فعل و انفعالات سطحی می‌باشد. علاوه بر این، علم سطح بخش جدایی ناپذیر فرمولاسیون، ساخت و کاربرد پوشش‌ها می‌باشد.

## روش‌های شیمیایی
یک ماده پلیمری را می‌توان با افزودن ذرات کوچک، الیگومرها و حتی سایر پلیمرها (کوپلیمرهای پیوندی) بر روی سطح، کاربردی کرد.

### کوپلیمرهای پیوند (پلیمرهای ناهمگن پیوند)

انواع مختلف پلیمرها: ۱) هموپلیمر ۲) کوپلیمر متناوب ۳) کوپلیمرهای تصادفی ۴) کوپلیمر بلوکی ۵) کوپلیمر پیوندی

پیوند، در زمینه شیمی پلیمر، به افزودن زنجیره‌های پلیمری بر روی یک سطح اشاره دارد. اصطلاحاً در سازوکار «پیوند بر روی» (grafting onto)، یک زنجیره پلیمری روی سطح خارجی یک محلول جذب می‌شود. در سازوکار گسترده‌تر «پیوند از» (grafting from)، یک زنجیره پلیمری در سطح، شروع به تکثیر می‌کند. از آنجا که زنجیره‌های از پیش پلیمری شده در روش «پیوند بر روی» (grafting onto)، از ترکیب ترمودینامیکی مطلوبی در محلول (حجم هیدرودینامیکی تعادل) برخوردار هستند، چگالی جذب آنها محدود می‌شود؛ بنابراین شعاع ژیراسیون (چرخش) پلیمر عامل محدود کننده تعداد زنجیره‌های پلیمری است که می‌تواند به سطح برسد و پیوند تشکیل دهد. تکنیک «پیوند از» (grafting from)، این پدیده را دور می‌زند و تراکم زنجیرهای پلیمری که موفق به تشکیل پیوند می‌شوند را بیشتر می‌کند.
فرایندهای پیوند «بر روی» (onto)، «از» (from) و «از طریق» (through)، تمام راه‌های مختلف برای تغییر شیمیایی سطحی که به آن متصل می‌شوند را دارند. پیوند روی آن (onto) باعث می‌شود تا یک پلیمر از قبل شکل گرفته، به‌طور کلی به صورت یک «رژیم قارچ»، به سطح قطرات یا مهره‌ها در محلول بچسبد. به دلیل حجم بیشتر پلیمرهای پیچ خورده و فضاهای خالی بیشتر که باعث می‌شود، تراکم پیوند در حالت «بر روی» (onto)، در مقایسه با حالت «از» (from)، کمتر باشد. سطح مهره توسط پلیمر خیس می‌شود و فعل و انفعال در محلول باعث انعطاف‌پذیری پلیمر می‌شود. ترکیبات گسترده پلیمری که از سطح مهره پیوند زده شده یا پلیمری شده‌است به این معنی است که مونومر باید در محلول و به صورت حل شده وجود داشته باشد. این امر منجر به ایجاد پلیمری می‌شود که اثر متقابل مطلوبی با محلول دارد و به پلیمر امکان شکل‌گیری خطی تری را می‌دهد. از این رو سطح از تراکم پیوند بیشتری برخوردار است؛ زیرا دسترسی بیشتری به انتهای زنجیرها وجود دارد.
سنتز پپتید(Peptide synthesis) می‌تواند یک نمونه از فرایند مصنوعی «پیوند از» را فراهم کند. در این فرایند، یک زنجیره آمینو اسید توسط یک سری واکنش چگالشی از سطح مهره پلیمر رشد می‌کند. این روش پیوند، امکان کنترل عالی روی ترکیبات پپتیدی را فراهم می‌کند.
پوشش‌های پلیمری زمینه دیگری از روش‌های کاربردی پیوند است. در فرمولاسیون رنگ منتقل شده از آب، ذرات لاتکس اغلب برای کنترل پراکندگی ذرات در سطح اصلاح می‌شوند و بنابراین ویژگی‌های پوششی مانند ویسکوزیته، تشکیل غشا و پایداری محیط (تابش UV و تغییرات دما) را پوشش می‌دهند.

### اکسیداسیون (Oxidation)
پردازش پلاسما، درمان (تصفیه) کرونا(Corona treatment) و درمان (تصفیه) شعله(flame treatment) همگی می‌توانند به عنوان مکانیسم‌های اکسیداسیون سطح طبقه‌بندی شوند. همه این روش‌ها شامل تجزیه زنجیره‌های پلیمری در مواد و ترکیب گروه‌های عاملی کربونیل و هیدروکسیل با آن‌ها می‌باشد؛ که اختلاط اکسیژن در سطح باعث ایجاد سطحی با میزان انرژی بیشتر می‌شود تا پوششی برای زیرلایه‌ها باشد.

## روش‌شناسی

یک نمونه طرح واکنش برای شکاف پیوندها در زنجیره‌های پلیمری یک سطح. با حضور ازن، به عنوان مثال یک قوس الکتریکی یونیزه تولید شده توسط یک تصفیه کننده کرونا، به اکسیداسیون سطح عملکردهای قطبی منجر می‌شود.

### اکسید کردن سطوح پلیمری

#### درمان (تصفیه) کرونا
درمان (تصفیه) کرونا یک روش اصلاح سطح با استفاده از تخلیه کرونای دمای پایین برای افزایش انرژی سطح یک ماده، اغلب پلیمرها و الیاف طبیعی است. معمولاً، با استفاده از پلاسمای ایجاد شده، یک ورق نازک پلیمری از طریق مجموعه‌ای از الکترودهای ولتاژ بالا ساخته می‌شود. عمق نفوذ محدود چنین تصفیه‌ای ضمن حفظ خواص مکانیکی، چسبندگی بسیار بهبود یافته‌ای را ایجاد می‌کند.
در زمینه امور تجاری، قبل از چاپ متن و تصاویر بر روی مواد بسته‌بندی پلاستیکی، از تصفیه کرونا به‌طور گسترده‌ای برای بهبود چسبندگی رنگ استفاده می‌شود. ماهیت خطرناک ازن باقیمانده پس از تصفیه کرونا، تصفیه و تهویه دقیق هنگام پردازش را محدود به اجرای آن با برنامه‌های کاربردی و سیستم‌های فیلتر شده دقیق کاتالیستی می‌کند. این محدودیت از استفاده گسترده آن در فرایندهای به اصطلاح (open-line) جلوگیری می‌کند.
فاکتورهای مختلفی بر کارایی درمان (تصفیه) شعله تأثیر می‌گذارد مانند نسبت هوا به گاز، حرارت خروجی، فاصله سطح و زمان سکونت در منطقه اکسیداسیون. با انجام فرایند، درمان کرونا بلافاصله پس از انفصال غشا انجام می‌شود، اما توسعه روش‌های دقیق حمل و نقل امکان درمان در یک مکان بهینه را فراهم می‌کند.

#### فرایند پلاسما وابسته به جو و فشار
پردازش پلاسما، انرژی سطحی و قطعات مونومر تزریق شده بزرگتر از فرایندهای قابل مقایسه را فراهم می‌کند. با این حال، شارهای محدود از سرعت بالای فرایند جلوگیری می‌کنند. علاوه بر این، پلاسماها از نظر ترمودینامیکی نامطلوب هستند و بنابراین سطوح پردازش شده با پلاسما فاقد یکنواختی، سازگاری و دوام هستند. این موانع با پردازش پلاسما مانع از آن می‌شود که یک روش اصلاح‌سطح رقابتی در صنعت باشد. این فرایند با تولید پلاسما از طریق یونیزاسیون یا با رسوب بر روی مخلوط‌های مونومر یا یون‌های حامل‌گازی آغاز می‌شود. توان مورد نیاز برای تولید شار پلاسما لازم را می‌توان از توازن حجم فعال جرم و انرژی دریافت کرد:
{\displaystyle \textstyle \int \limits _{{V\!ol}_{I}}{k^{ion}}{n_{e}}{n_{0}}\,d{{V\!ol}_{I}}={\frac {n_{e}}{\tau _{n}}}{V\!ol_{I}}}
{\displaystyle {{V\!ol}_{I}}} حجم فعال.
{\displaystyle k^{ion}} میزان یونیزاسیون.
{\displaystyle n_{0}} تراکم خنثی.
{\displaystyle n_{e}} تراکم الکترون.
{\displaystyle \tau _{n}} یون از دست رفته در اثر انتشار، همرفت، اتصال و ترکیب مجدد است.
اتلاف به‌طور کلی از طریق جریان مستقیم (DC)، فرکانس رادیویی (RF) یا قدرت مایکروویو آغاز می‌شود. بازده یونیزاسیون گاز بسته به پلاسمای حامل و بستر می‌تواند راندمان انرژی را بیش از ده برابر کاهش دهد.

#### فرایند پلاسمای شعله‌ور
تصفیه شعله یک روش کنترل شده، سریع و مقرون به صرفه برای افزایش انرژی سطح و ترشوندگی پلی‌الفین‌ها و اجزای فلزی است. در روش تصفیه پلاسمای با درجه حرارت بالا از اکسیژن گازی یونیزه شده از طریق شعله‌های جت در سطح استفاده می‌شود تا در هنگام ذوب مولکول‌های سطح، گروه‌های عملکردی قطبی به آنها اضافه شود و پس از خنک شدن در جای خود قفل شوند.
اصلاح پلی اتیلن ترموپلاستیک و پلی‌پروپیلن، تحت درمان (تصفیه) با اکسیژن مختصر پلاسما، که زاویه تماس‌شان تا ۲۲ درجه رسیده‌است می‌تواند با بسته‌بندی مناسب سال‌ها طول بکشد. درصورتی که درمان (تصفیه) با پلاسمای شعله به دلیل دقت و مقرون به صرفه بودن در صنعت پزشکی، در دستگاه‌های داخل عروقی مانند سوندهای بالون محبوبیت بیشتری پیدا کرده‌است.

### روش‌های پیوندی
پیوند کوپلیمرها به یک سطح می‌تواند به عنوان ثابت‌کننده زنجیره‌های پلیمری به یک لایه پلیمری با ساختار متفاوت باشد که همچنین باعث تغییر عملکرد سطح با حفظ خواص مکانیکی انبوه شود. ماهیت و درجه عملکرد سطح با انتخاب کوپلیمر و نوع و میزان پیوند تعیین می‌شود.

#### تصویربرداری از پیوند
در فرایند اصلاح سطوح بی‌اثر پلی‌الفین‌ها، پلی‌استرها و پلی‌آمیدها، پیوند زدن مونومرهای وینیل به آن‌ها باعث بهبود عملکرد سطوح این مواد مانند افزایش آبگریزی، جذب رنگ و چسبندگی می‌شود. این روش عکاسی پیوند به‌طور کلی در طی پردازش رشته‌های پیوسته یا غشا نازک استفاده می‌شود. در مقیاس تجاری انبوه، از روش پیوند به عنوان لمینیت با استفاده از نور استفاده می‌شود، جایی که سطوح مورد نظر با ایجاد پیوند باعث یک شبکه چسبنده پلیمری بین دو غشای به هم متصل می‌شوند. با اشعه ماورا بنفش یک ماده آغازگر و مونومرهایی که از طریق فاز بخار به زیرلایه‌ها منتقل می‌شوند، چسبندگی و جذب کم پلی‌الفین‌ها، پلی‌استرها و پلی‌آمیدها بهبود می‌بخشند. کاربردی‌تر شدن سطوح متخلخل با تکنیک‌های تصویربرداری با درجه حرارت بالا موفقیت زیادی کسب‌کرده‌است.
در تراشه‌های میکروسیال، کانالهای عملکردی به جریان مستقیم اجازه می دنهد تا رفتار ورقه ای بین و داخل اتصالات را حفظ نمایند. همچنین جریان آشفته نامطلوب در کاربردهای میکروسیالی به دلیل افزایش سطح و وابستگی متقابل کانال و پیچیدگی شبکه، می‌تواند حالت‌های مشکل ساز ترکیبی را ایجاد کند. علاوه بر این، می‌توان طرح حک شده کانال‌های میکروسیالی را برای عکاسی از کانال‌های مربوطه با درجه دقت بالایی تولید کرد.

## روش‌های تحلیل سطح

### اندازه‌گیری انرژی سطح
در فرایندهای کرونا و پلاسمای صنعتی، روش‌های تحلیلی سریع و مقرون به صرفه برای تأیید عملکرد کافی سطح در یک بستر مشخص مورد نیاز است. اندازه‌گیری انرژی سطح یک روش غیر مستقیم برای تأیید حضور گروه‌های عاملی سطح بدون نیاز به میکروسکوپ یا طیف‌سنجی می‌باشد؛ که اغلب ابزارهای‌گران‌قیمت هستند. از اندازه‌گیری زاویه تماس می‌توان برای یافتن انرژی سطح، سطوح درمان (تصفیه) شده و غیر درمان (تصفیه) شده، استفاده کرد. از رابطه یانگ می‌توان برای یافتن انرژی سطح با فرض ساده‌سازی شرایط آزمایشی به یک تعادل سه فاز (به عنوان مثال قطره مایع روی سطح جامد صاف و در جو کنترل شده) استفاده کرد:
{\displaystyle {\boldsymbol {\gamma }}_{SG}={\boldsymbol {\gamma }}_{SL}+{\boldsymbol {\gamma }}_{LG}~{\cos {{\boldsymbol {\theta }}_{c}}}}
{\displaystyle {\boldsymbol {\gamma }}_{ij}} انرژی سطح در موارد جامد-مایع، مایع-گاز یا گاز-جامد را نشان می‌دهد.
{\displaystyle {{\boldsymbol {\theta }}_{c}}} زاویه تماس اندازه‌گیری شده‌است.
مجموعه‌ای از محلول‌ها با کشش‌سطح شناخته‌شده (به عنوان مثال، محلول‌های Dyne) می‌توانند برای برآورد انرژی سطح بسترهای پلیمری با مشاهده ترشوندگی هر یک از آن‌ها استفاده شوند.

### طیف‌سنجی مادون قرمز
در مورد درمان (تصفیه)های اکسیدکننده، طیف‌های گرفته‌شده از سطوح درمان (تصفیه) شده، وجود ویژگی‌هایی از کربونیل و هیدروکسیل را در بعضی مناطق مطابق جدول همبستگی طیف‌سنجی مادون قرمز نشان‌می‌دهد.

### انواع طیف‌سنجی با اشعه ایکس
طیف‌سنجی فوتوالکترون اشعه ایکس (XPS) و طیف‌سنجی اشعه ایکس با انرژی پراکنده (EDS,EDX) تکنیک‌های توصیف ترکیب هستند که از تحریک اشعه ایکس الکترون برای تشخیص سطوح انرژی و برای تعیین ترکیب شیمیایی استفاده می‌کنند. این روش‌ها خصوصیات را در عمق سطح ۱ تا ۱۰ نانومتر، تقریباً محدوده اکسیداسیون در درمان (تصفیه)های پلاسما و کرونا، ارائه می‌دهند. علاوه بر این، این فرایندها از مزایای توصیف تغییرات میکروسکوپی در ترکیبات سطح برخوردار هستند.
در زمینه سطوح پلیمری پردازش‌شده با پلاسما، بدیهی است، که سطح اکسید شده محتوای اکسیژن بیشتری را نشان می‌دهد. تجزیه و تحلیل مقدماتی اجازه می‌دهد تا داده‌های کمی بدست آمده در تحلیل کارایی فرایند مورد استفاده قرار گیرد.

### میکروسکوپ نیروی اتمی (AFM)
میکروسکوپ نیروی اتمی(AFM)، نوعی میکروسکوپ اسکن نیرو، که برای نقشه‌برداری از تغییرات توپوگرافی سه بعدی در سطوح اتمی با وضوح بالا (کسری از نانومتر) ساخته شده‌است. AFM برای غلبه بر محدودیت‌های هدایت مواد با استفاده از انتقال الکترون و روش‌های میکروسکوپ‌های پویشی (SEM , STM) ساخته شد. میکروسکوپ نیروی اتمی که توسط Binnig , Quate و Gerbe در سال ۱۹۸۵ اختراع شد، برای اندازه‌گیری تغییرات سطوح اتمی از انحراف پرتوی لیزر استفاده می‌کند. این روش، همان‌طور که میکروسکوپ تونلینگ پویشی (STM) انجام می‌دهد، به تغییر در هدایت الکترون از طریق مواد متکی نیست و بنابراین این میکروسکوپ تقریباً روی همه مواد، از جمله پلیمرها، این امکان را می‌دهد.

## کاربردها

### بیومتریال(Bio materials)
سطوح بیومتریال غالباً با استفاده از مکانیزم‌های فعال کننده نور (تصویربرداری پیوند photografting) اصلاح می‌شوند تا عملکرد سطح را تغییر دهند بدون اینکه خصوصیات مکانیکی عمده به خطر بیفتند. اصلاح سطوح برای بی اثر نگه داشتن پلیمرها از نظر بیولوژیکی، در زمینه پزشکی مانند استنت‌های قلبی عروقی و پروتزهای اسکلتی کاربردهای وسیعی پیدا کرده‌است. سطوح پلیمری دارای این خصوصیات می‌توانند جذب پروتئین را مهار کنند، که از مشکلات و شکست احتمالی غالب‌های پروتز جلوگیری می‌کنند.
| پلیمر                     | کاربرد در پزشکی    | عملکرد و کاربرد                                                                      |
| ------------------------- | ------------------ | ------------------------------------------------------------------------------------ |
| پلی وینیل کلرید (PVC)     | لوله‌های تراشه      | پلاسما برای افزایش آبگریزی پردازش می‌شود                                              |
| لاستیک سیلیکون            | ایمپلنت‌های پستان   | برای جلوگیری از فیبروز کپسول، پوشش‌های پردازش شده پلاسما را با هالوفوژینون تخلیه کنید |
| پلی اتیلن (PE)            | پیوند عروقی مصنوعی | الگوی میکروسیالی Polydimethylsiloxane)PDMS) برای جذب انتخابی فیبرونکتین              |
| پلی متیل متاکریلیت (PMMA) | لنزهای داخل چشم    | عکاسی از ساختارهای نانو الکترومکانیکی برای افزایش حساسیت فتوپی                       |

اقدامات زیست‌سازگاری در صنعت پزشکی طی ده سال گذشته تکنیک‌های اصلاح سطح را به سمتی هدایت کرده‌است تا به سطح بی‌سابقه ای از دقت برسند.

### پوشش‌ها
در پوشش‌های آب‌گریز، پس از تبخیر حلال، یک پراکندگی پلیمر آبی یک لایه بر روی سطح ایجاد می‌کند. ویژگی‌های ذرات سطح پلیمر یکی از اجزای اصلی فرمولاسیون پوششی است، که به شما امکان کنترل خصوصیاتی مانند پراکندگی، دمای تشکیل غشا و رئولوژی (جریان) پوشش را می‌دهد. کمک‌های پراکنده اغلب شامل دافعه فضایی یا الکترواستاتیک ذرات پلیمر است، که باعث پایداری کلوئیدی می‌شود. کمک‌های پراکنده باعث جذب (مانند پیوند روی onto) بر روی ذرات لاتکس می‌شود که آن‌ها را کاربردی می‌کند. ارتباط سایر افزودنی‌ها، مانند غلیظ‌کننده‌های نشان داده شده در نمودار، با مواد پلیمری جذب‌شده منجر به یک رفتار پیچیده رئولوژیکی و کنترل عالی بر خصوصیات جریان یک پوشش می‌شود.